# Carles Bosch de la Trinxeria
Carles Bosch de la Trinxeria (Prats de Molló, 15 de maig de 1831 - la Jonquera, 15 d'octubre de 1897) fou un escriptor nordcatalà de la segona meitat del segle xix amb aficions diverses: la pintura, els escacs, la pesca, la cacera i l'excursionisme. Bosch destacà com a escriptor naturalista. També tingué el seu petit lloc en la política catalana.

## Biografia

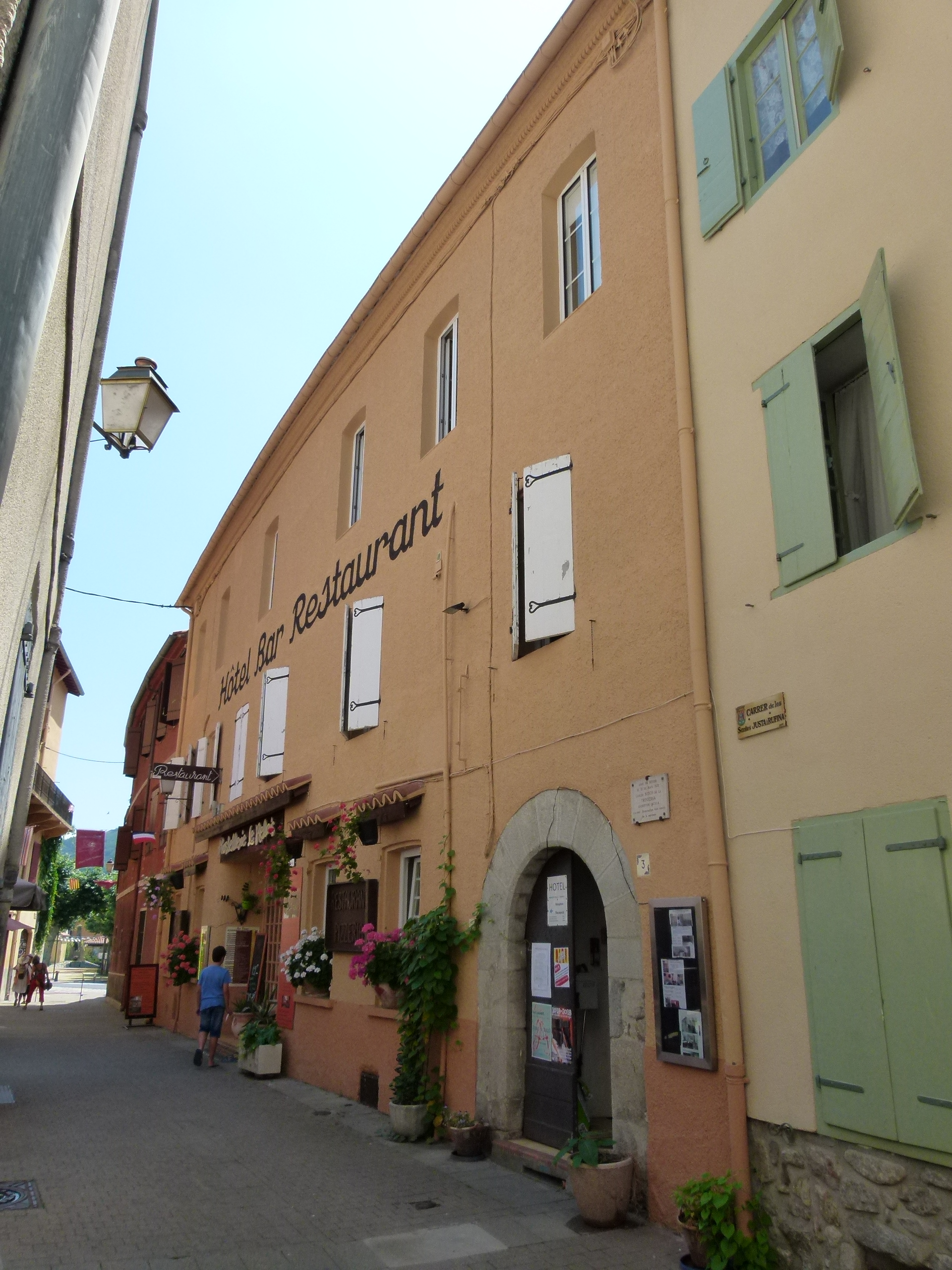
Casa natal de l'escriptor

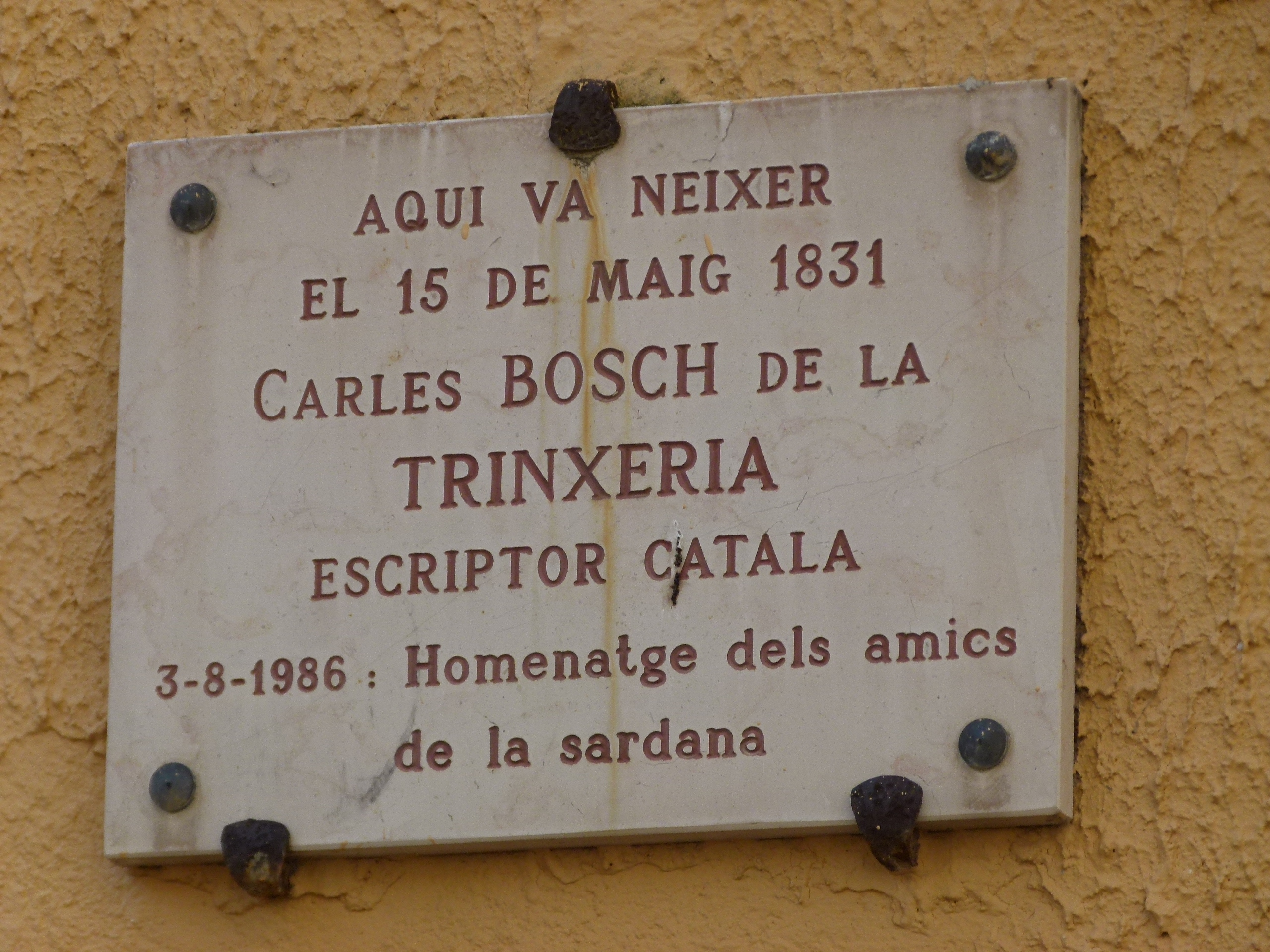
Placa commemorativa a la casa natal

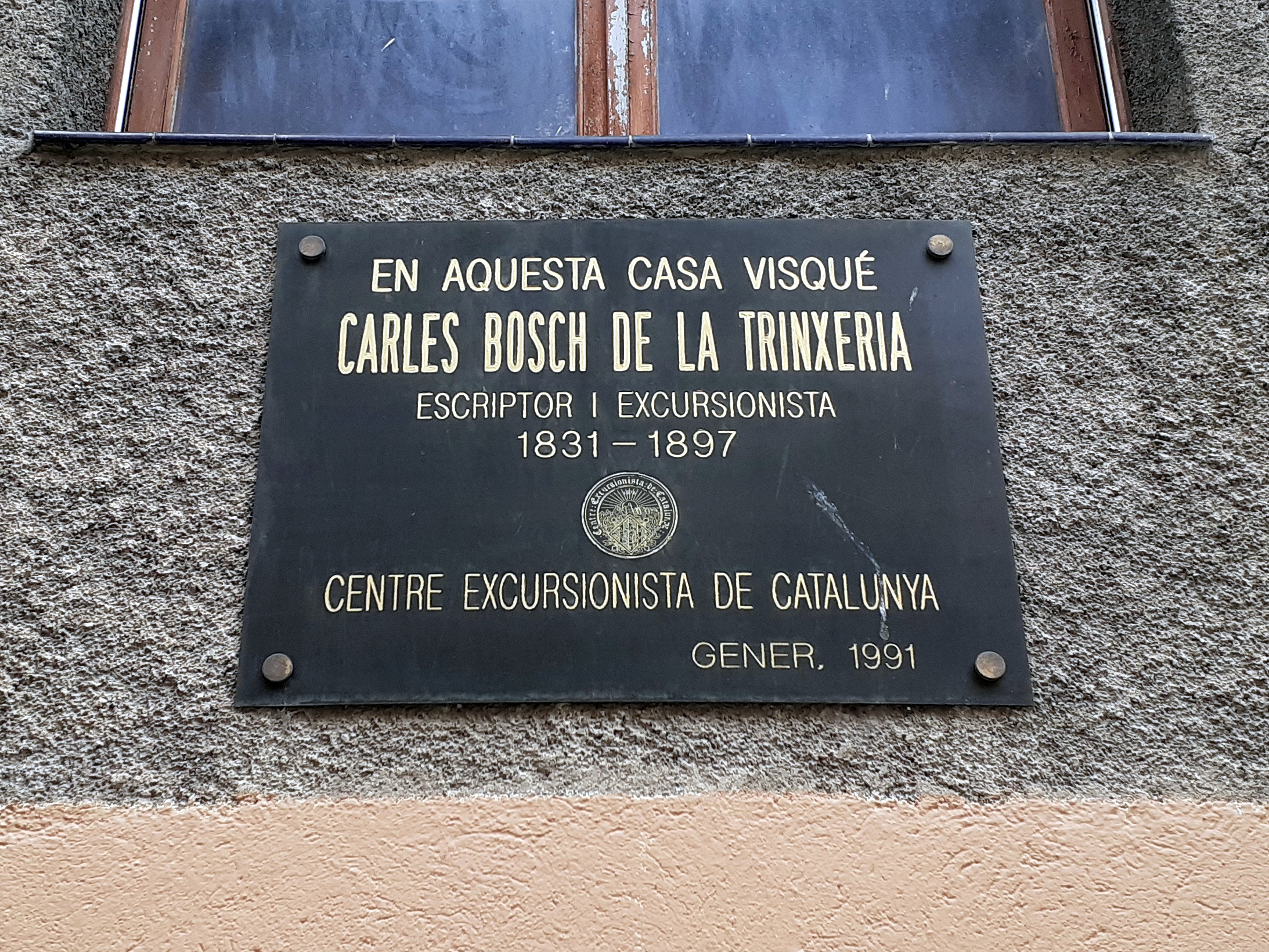
Placa a la casa en què visqué a la Jonquera

Nasqué al si de la petita noblesa del Vallespir fill de Raimond Bosch i de Marie Anne Trinxerie. La seva joventut la passà, majoritàriament, a Montalba. Posteriorment estudià el batxillerat d'arts i lletres a Tolosa de Llenguadoc, Agricultura a Montpeller i Ciències a Barcelona. S'establí a la Jonquera per administrar les seves terres, que es trobaven a una banda i l'altra de la frontera francoespanyola, però efectuà sovintejats viatges a ciutats de la Provença, Suïssa, Itàlia i París i excursions per tot el territori més proper a ell.
Carles Bosch de la Trinxeria es va casar per primer cop el 23 de gener de 1864 amb Concepció Armet de Carles, pubilla de la Jonquera, filla de Joaquim Armet i Moragues i de Mª Pilar de Carles. Varen tenir tres fills: Ramon Bosch i Armet (1866), que va morir als disset mesos, Carles Bosch i Armet (1867), que va esdevenir hereu universal de Carles Bosch de la Trinxeria, i Francesc de Paula Bosch i Armet (1868). Concepció Armet, que s'havia casat amb 19 anys, va morir el 1870, a l'edat de 25 anys i va ser enterrada a la Jonquera.
Carles Bosch de la Trinxeria es va casar per segona vegada amb Carme Fonolleras Valls, de 34 anys, el 1876. Era natural de Llagostera, filla del propietari rural Tomàs Fonolleras i Aldrich i de Rita Valls. D'aquest matrimoni van néixer dues noies: Mercè Bosch i Fonolleras (1879) i Dolors Bosch i Fonolleras (1881). El primer fill que van tenir va morir per asfíxia durant el part l'any 1878 i no se li va posar nom, però consta al registre de defuncions de l'Ajuntament de la Jonquera. La segona filla, Dolors, no consta ni en el cens de població de 1887 ni en el testament del seu pare, per la qual cosa es pot deduir que devia morir de petita.
Membre de l'Associació Catalana d'Excursions Científiques i de l'Associació Catalana d'Excursions, els seus primers articles (contes, descripcions, records, notes d'erudició, etc.) van aparèixer, ja en plena maduresa, als butlletins d'aquestes associacions i també a la revista La Renaixensa. La totalitat dels seus articles van aparèixer en altres publicacions: L'Almanach de l'Esquella de la Torratxa, L'Avens, Journal des Pyrénees Orientales i La Veu de Montserrat.
El 1887 va publicar un recull dels seus escrits amb el títol de Records d'un excursionista, a l'edat de 56 anys i sense cap experiència literària a banda dels seus articles. Va tenir un èxit immediat i gran repercussió. Per això no és d'estranyar que sigui l'única obra de Bosch que actualment podem trobar a les llibreries. Després d'aquesta publicació Bosch va seguir fent camí per la literatura catalana, amb les obres Pla i muntanya (1888), L'hereu Noradell (1889), De ma collita (1890), Montalba (1891), L'hereu Subirà (1891), Tardanies (1892) i Lena (1899). Post mortem, es van publicar tres obres més: Canigó. La llegenda de Sant Guillem de Combret (1913), Visions de l'Empordà (1953) i Visions del Pirineu (1953).
Bosch s'inscriu plenament en el moviment de la Renaixença, però ho fa en un moment en què aquest ja va de davallada i es comença a albirar el modernisme. Carles Bosch escriu des d'un punt de vista molt conservador i tradicionalista que ell considera realista, ja que narra la seva realitat. Aquesta realitat rural, però, contrasta fortament amb la realitat dels escriptors de Barcelona i, per aquest fet, Bosch és incomprès per la majoria d'escriptors de qualitat. L'objectiu de Bosch era d'activar i donar a conèixer la literatura escrita en llengua catalana i, també, de fer que el lector conegués i estimés l'entorn en el qual ell s'inspirava. Les seves obres es poden situar dins el costumisme rural.
Carles Bosch de la Trinxeria era també un entusiasta escaquista aficionat. En el període entre 1860 i 1870, era un dels socis del Cercle d'escacs del Café del Recreo, al carrer d'Escudellers de Barcelona, amb, entre d'altres, el fort jugador Josep Maria Baquero i Vidal. En el mateix període, juntament amb altres aficionats barcelonins com Hilarió Soler i Alomà o Eusebi Riu i Canal, varen constituir un Cercle d'escacs, al Cafè del Liceu de Barcelona, traslladat posteriorment al Cafè Cuyàs. Tal com ell mateix explica en una carta adreçada a Josep Tolosa i Carreras, en aquest cercle s'hi componien problemes d'escacs, s'hi jugaven partides a la cega i es mantenia correspondència amb altres cercles d'escacs europeus.
A banda de les ocupacions familiars, de l'administració del seu patrimoni i de les seves aficions, es va dedicar també a la política local. El seu pare, Ramon Bosch i Reixach va ser alcalde els anys 1857 i 1858. El seu avi també ho havia estat l'any 1844. Ell, durant la tercera guerra carlina, va ser tinent d'alcalde de la Jonquera. Més tard va ser delegat de les Assemblees de Manresa, Balaguer i Olot.
Va participar en les Assemblees de Manresa l'any 1892 com a representant de l'assemblea de l'Alt Empordà. Carles Bosch va tenir un paper relativament important en la política catalana, ja que l'Assemblea de Manresa va ser la primera que va convocar la Unió Catalanista i ell va fer-hi de delegat. És a partir d'aquest moment quan es comença a considerar Catalunya com a nació, per tant és l'inici del catalanisme polític.
El seu fill, Carles Bosch Armet, també va prendre part en la política de la Jonquera. Era alcalde l'any que va morir el seu pare, el 1897.
Carles Bosch de la Trinxeria morí el 15 d'octubre de 1897 a la Jonquera a causa d'una cirrosi hepàtica.